# Harold C. Schonberg
Harold Charles Schoenberg, noto come Harold C. Schonberg (New York, 29 novembre 1915 – New York, 26 luglio 2003) è stato un critico musicale statunitense.

## Biografia
Harold C. Schonberg nacque a Washington Heights nel 1915. Cominciò a studiare il pianoforte a quattro anni con la zia Alice Frisca, allieva di Leopold Godowski, e a dodici anni vide la sua prima opera, I maestri cantori di Norimberga al Metropolitan, diretto da Artur Bodanzky. Dopo gli studi universitari al Brooklyn College e all'Università di New York, nel 1939 divenne editore associato di American Music Lover; la sua carriera fu rallentata dallo scoppio della seconda guerra mondiale, durante la quale fu tenente dell'United States Army. Si fratturò la gamba durante un'esercitazione la vigilia del D-Day e fu costretto a rimanere a Londra; il suo intero plotone avrebbe perso la vita l'indomani durante lo sbarco in Normandia.
Nel 1950 si unì alla redazione del New York Times, di cui sarebbe diventato il principale critico musicale dieci anni più tardi, mantenendo la carica fino al 1980. Autore di tredici libri, tra cui una biografia di Vladimir Horowitz, fu un critico molto influente e contribuì alla rivalutazione del repertorio romantico per pianoforte. Era noto anche per le sue dure critiche a Leonard Bernstein, di cui lamentava la direzione "teatrale", definendolo "il Peter Pan della musica"; soltanto dopo la fine della carriera di Bernstein con la New York Philharmonic avrebbe rivalutato il direttore, ammettendo che c'erano "momenti di gloria" nel suo lavoro. Nel 1971 divenne il primo critico musicale a vincere il Premio Pulitzer per il miglior giornalismo di critica.
Morì nella natia New York nel 2003 all'età di 87 anni.